# Ганусовский сельский округ
Ганусовский сельский округ — упразднённая административно-территориальная единица, существовавшая на территории Раменского района Московской области в 1994—2006 годах.
Ганусовский сельсовет был образован в первые годы советской власти. По данным 1919 года он входил в состав Жирошкинской волости Бронницкого уезда Московской губернии.
В 1923 году Ганусовский с/с был присоединён к Борисовскому с/с, но в том же году он был вновь образован путём объединения Борисовского и Ближне-Скрипинского с/с.
В 1926 году Ганусовский с/с включал село Ганусово, деревни Борисово и Завалье.
В 1929 году Ганусовский с/с был отнесён к Бронницкому району Коломенского округа Московской области. При этом к нему был присоединён Починковский с/с.
21 августа 1936 года к Ганусовскому с/с было присоединено селение Малышево упразднённого Панинского с/с.
17 июля 1939 года Ганусовский с/с был упразднён, а его территория (селения Ганусово, Завалье, Малышево и Починки) передана в Салтыковский с/с.
20 августа 1960 года Ганусовский с/с был восстановлен в Раменском районе в составе селений Воловое, Ганусово, Головино, Залесье, Нащекино, Патрикеево и Рылеево, выделенных из Салтыковского с/с.
1 февраля 1963 года Раменский район был вновь упразднён и Ганусовский с/с вошёл в Люберецкий сельский район. 11 января 1965 года Ганусовский с/с был возвращён в восстановленный Раменский район.
3 февраля 1994 года Ганусовский с/с был преобразован в Ганусовский сельский округ.
17 декабря 2001 года в Ганусовском с/о деревня Рылеево была преобразована в посёлок.
27 декабря 2002 года к Ганусовскому с/о был присоединён Малышевский сельский округ.
В ходе муниципальной реформы 2004—2005 годов Ганусовский сельский округ прекратил своё существование как муниципальная единица. При этом все его населённые пункты были переданы в сельское поселение Ганусовское.
29 ноября 2006 года Ганусовский сельский округ исключён из учётных данных административно-территориальных и территориальных единиц Московской области.